# 南盘江
南盘江是中国西南部的一条河流，为西江的正源。南盘江发源于云南省曲靖市沾益县马雄山东麓，流至贵州省望谟县蔗香乡西南的双江口与北盘江汇合后称为红水河。干流全长914公里，河道平均坡降1.74‰，流域面积56880平方公里。主要支流有海口河、巴江、曲江、泸江、甸溪河、清水江、黄泥河、马别河等。